# Saulius Klevinskas
Saulius Klevinskas (* 2. April 1984 in Marijampolė) ist ein litauischer Fußballtorhüter, der bei Žalgiris Vilnius spielt.

## Karriere
Ab dem Jahr 2004 spielte Klevinskas bei Sūduva Marijampolė, in der A Lyga, der obersten litauischen Liga. Er bestritt vier internationale Spiele im Rahmen der Qualifikation des UEFA-Pokal 2007/08. In der 1. Runde konnte man sich nach einer 0:1-Auswärtsniederlage mit einem 4:0-Heimsieg über den nordirischen Klub Dungannon Swifts in die zweite Runde spielen. Klevinskas spielte erst wieder zur UEFA Europa League 2009/10 europäisch. Man stieg in der zweiten Runde des Wettbewerbs ein, nach einer 0:1-Heimniederlage und dem 1:1 im Rückspiel gegen den dänischen Verein Randers FC war dort allerdings Schluss. Dort war allerdings nach 1:2 und 3:4-Niederlagen gegen den norwegischen Verein Brann Bergen Schluss. Im Jahr 2009 verließ er nach 101 Spielen für diesen Verein. 2010 wechselte er dann zum armenischen Erstligisten MIKA Aschtarak. Auch dort spielte er international, sein Team schaffte den Einzug in die 2. Qualifikationsrunde der UEFA Europa League 2010/11, flog aber nach einer 0:1-Auswärtsniederlage und dem torlosen Rückspiel aus dem Wettbewerb. Bisher bestritt er acht Ligaspiele für seinen Verein. Seit 2015 spielt er wieder für Žalgiris Vilnius.

## Nationalmannschaft
Er gab im Jahr 2006 sein Debüt in der litauischen Nationalmannschaft. Dies war allerdings sein einziges Spiel.